# He Won a Ranch
He Won a Ranch è un cortometraggio muto del 1914 diretto da Arthur Hotaling con Oliver Hardy. Fu presentato nelle sale USA il 19 maggio 1914.

## Trama
Dan Bell, un allevatore, va a New York per divertirsi. Entra in una partita di poker e perde tutto, anche il suo ranch, a favore di Isaac Rosenstein. Rosenstein si avvia immediatamente a ovest per prendere il comando. Proprio mentre arriva uno dei cowboy rompe una finestra. Rosenstein, mostrando la tenerezza della sua razza, chiede cinquanta centesimi per il finestrino rotto. Il cowboy si infuria e vuole uccidere Isaac, che poi si avvicina al cuoco e si oppone al modo in cui sta sbucciando le patate. Si procede poi a dimostrare la pigrizia del cuoco, che, offeso, lo caccia fuori di scena. Il cuoco spiega quindi ai cowboy che dovranno disgustarlo con il posto. È un'ottima idea ben accolta. D'ora in poi, al nuovo capo accadono cose di ogni genere. Ha tutto quello che può fare per scappare con la sua vita. Bell torna al ranch per ottenere i suoi effetti personali. Rosenstein insiste affinché si riprenda il ranch e, poiché l'attività di abbigliamento è più nella sua linea, torna a guardare il registratore di cassa.

## Produzione
Il film fu prodotto dalla Lubin Manufacturing Company.

## Distribuzione
Distribuito dalla General Film Company, il film - un cortometraggio della lunghezza di 120 metri - uscì nelle sale cinematografiche USA il 19 maggio 1914. Nelle proiezioni, veniva programmato con il sistema dello split reel, accorpato in un'unica bobina con un altro cortometraggio prodotto dalla Lubin, la commedia Her Horrid Honeymoon.